# Zeitgeschichte
Die Zeitgeschichte oder zeitgenössische Geschichte ist im deutschen Sprachraum jene Epoche der Späten Neuzeit, „die zumindest ein Teil der Zeitgenossen bewusst miterlebt hat, im engeren Sinn die wissenschaftliche Untersuchung und Darstellung dieses Zeitraums durch die Geschichtswissenschaft“.
Es handelt sich also nicht um eine abgeschlossene oder dauerhaft abgrenzbare Epoche, sondern um eine dynamische, die sich im Laufe der Zeit verändert, weil durch das Versterben der Zeitzeugen ein früherer Zeitabschnitt nicht mehr der genannten Definition entspricht und weil neuere Zeiträume ins Blickfeld der Historiker rücken. Der Begriff hat in Deutschland durch das 1950 gegründete Institut für Zeitgeschichte (München) Verbreitung gefunden. Damals sollte noch die Vorgeschichte des Ersten Weltkrieges als Zeitgeschichte untersucht werden.
Als Pionier- und Standardwerk der wissenschaftlichen Zeitgeschichte gilt heute die 1955 veröffentlichte Monografie über das Ghetto Theresienstadt von H. G. Adler: Theresienstadt 1941–1945, Das Antlitz einer Zwangsgemeinschaft.

## Ältere Definition
Im deutschen Sprachraum wurde als Zeitgeschichte zunächst die Epoche seit dem Ende des Ersten Weltkriegs bzw. seit der Oktoberrevolution in Russland ab 1917 verstanden, das Ende des langen 19. und der Beginn des „kurzen 20. Jahrhunderts“. 
Für eine Zäsur im Jahr 1917 sprechen mehrere Gründe:
- Die Epoche seit 1917 ist eine Zeit, in der die alten Monarchien, in der die Fürsten in den meisten europäischen Staaten noch die letztliche Regierungsgewalt hatten, neuen Gesellschaftsentwürfen weichen mussten; als archetypisch dafür gelten die Dynastien der Romanows, Habsburger, Hohenzollern und Osmanen. Vor der Durchsetzung republikanisch-demokratischer Strukturen war die Zeitgeschichte auch geprägt von Diktaturen.
- Die Oktoberrevolution in Russland legte den Grundstein für die spätere Spaltung der Welt in zwei Blöcke und die Phase des Kalten Kriegs, die dem Zweiten Weltkrieg folgte und bis zum Zusammenbruch der Sowjetunion um 1990 andauern sollte. Den Auseinandersetzungen zwischen den „kapitalistischen“ Systemen des Westens, angeführt durch die Supermacht USA, und den „kommunistischen“, „realsozialistisch“ genannten Systemen des Ostblocks, angeführt durch die Supermacht UdSSR, lag die ideologische, politische, ökonomische, militärische und technologische Konkurrenz der USA und der UdSSR zugrunde.
- Mit dem Eintritt der Vereinigten Staaten in den Ersten Weltkrieg vollzogen die USA einen Bruch in ihrer bisherigen, gegenüber Europa isolationistischen Außenpolitik (die sie allerdings in der Zeit zwischen 1921 und 1941 wieder aufnahmen). Dies ist ebenfalls im Hinblick auf die spätere Teilung der Welt eine wichtige Zäsur. Außerdem intervenierten die USA damit erstmals in Europa.

## Neuere Definition
Zunehmend aber wird mit Ausgang des 20. Jahrhunderts unter Zeitgeschichte die Epoche seit dem Ende des Zweiten Weltkriegs verstanden, da nur noch wenige Zeitzeugen aus der Zeit des Zweiten Weltkriegs leben. Dies gilt besonders für diejenigen, die damals bereits Erwachsene waren oder gar in verantwortlicher Stellung standen.
- Die Epoche seit 1945 ist für die meisten Europäer und Nordamerikaner eine Zeit des gewaltlosen Zusammenlebens nach innen wie nach außen, die durch keine größeren militärischen Auseinandersetzungen geprägt ist.
- Nach 1945 endete mit den allmählich einsetzenden Entkolonialisierungsprozessen die Vorherrschaft europäischer Mächte (Frankreich und Großbritannien waren als Teil der NATO mit den  USA verbündet, Deutschland und Italien hatten ihren Großmachtstatus und ihre Kolonien infolge der Kriegsniederlagen verloren). Ein postkolonialer Blick auf die ehemaligen „Drittwelt“-Länder beginnt; ein zunehmend vom Dialog geprägtes Verhältnis der „Einen Welt“ hat hier seinen Ursprung.
- In Westeuropa begann mit der Durchsetzung der Demokratie in den meisten Staaten (lediglich Spanien, Portugal und Griechenland erlebten noch eine von Unruhen und Diktatur geprägte Zeit) der europäische Einigungsprozess.

Als künftige Epochengrenze werden die 1970er Jahre diskutiert. In „Nach dem Boom“ haben die beiden Zeithistoriker Anselm Doering-Manteuffel und Lutz Raphael 2008 die viel beachtete These aufgestellt, dass nach 1970 die stabile Nachkriegsordnung zerfiel, die nicht die Regel, sondern eine Ausnahme in der Entwicklung dargestellt habe. Mit dem Ende des Finanzregimes von Bretton Woods, den Grenzen des Wachstums und dem ersten Ölpreisschock sanken die Wachstumsraten und stiegen die Konjunkturschwankungen. Arbeitslosigkeit wurde zu einer Massenerscheinung und eine ganze Generation machte Erfahrungen von neuen ökonomischen Unsicherheiten. Der Umbruch in Ost- und Mittelosteuropa wurde 2008 als „Begleiterscheinung des Übergangs, nicht als dessen Ursache“ gedeutet. 
Der damit verbundene „Strukturbruch“ habe „sozialen Wandel von revolutionärer Qualität mit sich gebracht“.